# 伯海姆基兴附近卡施滕
伯海姆基兴附近卡施滕是奥地利下奥地利州圣帕尔滕兰县的一个市镇。总面积20.51平方公里，总人口1239人，人口密度60.4人/平方公里（2005年）。